# Retrato de Irène Cahen d'Anvers
El Retrato de Irène Cahen d'Anvers, o Niña con cinta azul (en francés: La petite fille au ruban bleu) o La pequeña  Irène (en francés: La petite Irène), es una pintura al óleo del artista impresionista francés Pierre-Auguste Renoir.
Encargado por el rico banquero judío francés Louis Cahen d'Anvers en 1880, la pintura representa a su hija mayor Irène Cahen d'Anvers a la edad de 8 años. Durante Segunda Guerra Mundial, la pintura fue robada por los nazis durante su expolio de arte en los países europeos ocupados. En 1946 reapareció y fue exhibida en París como una "una de las obras maestras francesas encontradas en Alemania". En 2014,  apareció en la película The Monuments Men como una de las piezas de arte salvadas.

## Historia
En los años 1870-80, la apurada situación económica obligó a Renoir a sobrevivir pintando frecuentemente retratos para las familias ricas de la comunidad judía parisina. A través del coleccionista Charles Ephrussi, propietario de la Gazette des Beaux-Arts, Renoir conoció a Louis Cahen d'Anvers. La familia Cahen d'Anvers era una  de las familias de banqueros judíos más ricas de París. En 1880, Louis Cahen d'Anvers le encargó dos retratos de sus tres hijas, la mayor de las cuales era Irène. Las hijas más jóvenes Alice y Elizabeth serían representadas juntas por Renoir en un cuadro posterior, ahora generalmente conocido como Rosa y Azul.
El Retrato de Irène Cahen d'Anvers, también nombrado a veces La pequeña Irene, es considerado actualmente una de las obras maestras de Renoir. En su momento, por una razón desconocida, Louis estaba tan descontento con la obra que la colgó en las habitaciones de los sirvientes y retrasó el pago de 1500 francos al artista.
En 1883, la pintura fue exhibida por primera vez en la primera exposición dedicada exclusivamente a Renoir, celebrada en la galería de Paul Durand-Ruel en el Bulevar de las Capuchinas. En 1910 la pintura fue adquirida por la rica familia Camondo, en la cual Irène se había casado en 1891. 
Después de la caída de Francia, la pintura fue confiscada del castillo de Chambord por los nazis. Como muchas otras piezas importantes del arte europeo, pasó a formar parte de la colección personal de Hermann Göring, que más tarde cambió la pintura a Gustav Rochlitz por un tondo florentino. En 1946, Retrato de Irène Cahen d'Anvers reapareció y fue exhibida en París como una "de las obras maestras francesas encontradas en Alemania". La pintura junto con docenas de otras obras de arte robadas por los nazis fue más tarde adquirida por Emil Georg Bührle, un industrial suizo, coleccionista de arte de origen alemán y director ejecutivo de la compañía de armamentos Oerlikon, un proveedor del ejército alemán. La pintura continúa en la Colección Bührle en Zúrich.
En 2014, apareció en la película The Monuments Men como una de las piezas de arte salvadas por el Programa de Monumentos, Arte y Archivos. En 2018, La pequeña Irène obtuvo popularidad en Japón cuando fue exhibida en el Centro de Arte Nacional en Tokio, como parte de una serie de obras de arte impresionistas en préstamo de la colección Bührle.

## Descripción
La obra destaca por su delicada composición, realzando la inocencia de la niña, presentada sentada de medio cuerpo, con el rostro de perfil y expresión soñadora. El fondo vegetal de un arbusto resalta el vestido blanco y la larga melena rubio rojiza. Los toques azulados de la prenda combinan con el color de sus ojos y la cinta en el pelo. El cuidado en el rostro contrasta con las pinceladas rápidas en el resto de la obra, ignorando el detallismo de las pinturas academicistas, lo que sugiere que para la década de 1880, el estilo impresionista empezaba a ser aceptado por la burguesía parisina.

## Irène Cahen d'Anvers
La retratada, Irène Cahen d'Anvers (1872–1963), tenía 8 años al momento de posar. Hija mayor del rico banquero judío francés conde Louis Cahen d'Anvers, se casó con el conde Moïse de Camondo en 1891. Se separaron en agosto de 1897 tras descubrirse su romance con el maestro de las caballerizas de Camondo, el conde Charles Sampieri (1863-1930), con quien más tarde se casó y divorció. 
Irène tuvo dos hijos con Camondo, Nissim y Béatrice. Durante la Primera Guerra Mundial Nissim sirvió como piloto de combate de la Fuerza Aérea francesa y fue muerto en acción en 1917 sobre Lorena. En 1935, Moïse de Camondo legó su mansión parisina, en 63 rue de Monceau, incluyendo sus contenidos y una importante colección de arte, al Musée des Artes Décoratifs para crear con ello el Museo Nissim de Camondo en honor de su hijo. Durante la Segunda Guerra Mundial, Béatrice, su exmarido y sus dos hijos fueron detenidos por los nazis y asesinados en Auschwitz debido a su ascendencia judía. Como única heredera de su hija Béatrice, Irène recibió la gran fortuna de Camondo, que derrochó en los casinos de la Costa Azul. Irène también tuvo una hija con Sampieri, Claude Germaine (1903-1995), que se casaría con el piloto de carreras y luchador francés André Dubonnet. Irène vivió hasta 1963 y falleció en París, a los 91 años.